# М-71 (двигатель)

М-71  — советский авиационный двухрядный звездообразный 18-цилиндровый двигатель, спроектированный в ОКБ А. Д. Швецова.

## История
В 1933 году СССР заключил с фирмой «Райт» (США) соглашение о производстве 9-цилиндрового американского звездообразного двигателя Райт «Циклон» R-1820. Освоение двигателя поручили новому заводу № 19 в Перми. К 1934 году двигатель «Циклон» уже не являлся новинкой и для усовершенствования двигателя при заводе № 19 был организован конструкторский отдел. Главным конструктором назначили А. Д. Швецова. Двигатель постоянно усовершенствовался, всё больше удаляясь от прототипа. С 1937 года разрабатывался двигатель М-70 — 18-цилиндровый мотор на базе М-25. Дальнейшим развитием М-70, уже на базе узлов М-63, стал двигатель М-71.
В 1939 году были изготовлены 4 экземпляра М-71 для проведения стендовых испытаний. Процесс доводки двигателя занял много времени. Он выдержал государственные испытания осенью 1942, но в большую серию не запускался.

## Конструкция
Двигатель М-71 представлял собой 18-цилиндровый двухрядный звездообразный четырёхтактный поршневой двигатель воздушного охлаждения и являлся «удвоенным» М-63.
В конструкции широко использовались узлы М-63. Коленчатый вал выполнен с двумя противовесами.

## Модификации
Существовали следующие модификации двигателя.
- М-71 — получена мощность номинальная — 1700 л.с., максимальная — 2000 л.с., тогда как по проекту должна была составить 1800/2000 л.с. Вес двигателя составил 970 кг. (проектировался — 900 кг.)
- М-71 ТК — вариант М-71 с турбонагнетателями ТК-М. Мощность номинальная — 1500 л.с., максимальная — 2000 л.с.
- М-71Ф — вариант, форсированный по оборотам. Получена номинальная мощность 1850 л.с., максимальная — 2200 л.с. Изготовлен малой серией.
- М-71Ф-ТК — вариант М-71Ф с турбонагнетателями ТК-3.

## Применение
Двигатель М-71 устанавливался на опытных самолётах:
- Истребитель И-185
- Штурмовик Су-6
- Тяжелый штурмовик Су-8
- Истребитель Ла-7М-71